# Combera paradoxa
Combera paradoxa är en potatisväxtart som beskrevs av Noel Yvri Sandwith. Combera paradoxa ingår i släktet Combera, och familjen potatisväxter. Inga underarter finns listade i Catalogue of Life.